# 朱永祚
朱永祚（17世纪—1709年），清朝康熙年间反清领袖。与浙东大岚山农民起义首领一念和尚，联合海盗的太仓人钱宝通交通，以图光复明朝。康熙四十八年（1709年），张念一和朱永祚写信时，称大明天德年号，刑部奏康熙帝，朱永祚被凌迟处死。念一和尚和钱宝通逃亡朝鮮。